# Килыбай, Нурдаулет Игиликулы
Нурдаулет Игиликулы Килыбай (каз. Нұрдәулет Игілікұлы Қилыбай; род. 10 апреля 1978; Бейнеуский район, Мангистауская область, Казахская ССР, СССР) — казахстанский государственный деятель. Аким Мангистауской области (с 17 мая 2024 года).

## Биография
Нурдаулет Игиликулы Килыбай родился 10 апреля 1978 года в селе Бейнеу Бейнеуского района Мангистауской области.
В 1999 году окончил Казахскую академию транспорта и коммуникации им. М.Тынышпаева по специальности инженер по организации перевозок, а в 2003 году Евразийский национальный университет им. Л.Гумилева по специальности финансы и финансовое право.
В 2018 году окончил Международную школу Stafford House (Бостон, США).
Владеет казахским и русским языками.

## Трудовая деятельность
Трудовую деятельность начал в 1999 году дежурным по станции Мангистауского отделения перевозок.
В 2000—2002 годах — приемосдатчик, старший приемосдатчик грузов по подъездным путям станции Астана.
В 2002—2005 годах — главный специалист, начальник отдела, помощник управляющего Дирекцией магистральной сети АО «НК „КТЖ“».
В 2005—2009 годах — начальник отдела, начальник управления, заместитель Председателя Комитета транспорта и путей сообщения Министерства транспорта и коммуникаций РК.
В 2009—2010 годах — президент АО «Вокзал-сервис».
В 2010 году — управляющий директор по пассажирским перевозкам АО «НК „КТЖ“».
В 2010—2011 годах — председатель Комитета транспорта и путей сообщения Министерства транспорта и коммуникаций РК.
В 2011—2012 годах — советник президента АО «НК „КТЖ“», директор филиала АО «НК „КТЖ“» — «Мангистауское отделение дороги».
В 2012—2013 годах — председатель Комитета транспорта и путей сообщения Министерства транспорта и коммуникаций РК.
В 2013—2015 годах — управляющий директор, руководитель аппарата АО «НК „КТЖ“».
В 2015—2017 годах — исполнительный директор АО «НК „КТЖ“» — Президент АО «Пассажирские перевозки».
В 2017—2018 годах — председатель правления, генеральный директор АО «Темиржолсу».
В 2018—2020 годы — заместитель акима Мангистауской области.
С 2012 года — Депутат Мангистауского областного маслихата.
В 2020—2022 годах — аким города Актау Мангистауской области.
С 3 октября 2022 года по январь 2023 года — заместитель акима Мангистауской области.
С января 2023 года по 17 мая 2024 года — генеральный директор — председатель правления АО «Озенмунайгаз».
С 17 мая 2024 года — аким Мангистауской области.

## Награды
- 2006 — Медаль «10 лет Парламенту Республики Казахстан»
- 2008 — Нагрудной знак «Біртұтас Қазақ темір жолдарына 50 жыл»
- 2013 — Медаль «За трудовое отличие» (Казахстан)
- 2014 — Юбилейная медаль «Қазақстан темір жолына 110 жыл»
- 2022 (17 марта) — Указом президента РК награждён орденом «Курмет»;